# Кириллов, Юрий Васильевич
Юрий Васильевич Кириллов (11 октября 1956 г., посёлок Тутуяс, Кемеровская область — 30 января 2021) — российский муниципальный деятель, первый мэр города Обнинска (1991—1994).

## Биография
В 1978 году закончил самолётостроительный факультет Новосибирского электротехнического института и получил диплом инженера-механика-исследователя.
В 1990 году в Ленинградском политехническом институте защитил диссертацию и получил учёную степень кандидата технических наук.
С 1990 г. — депутат, заместитель председателя Обнинского городского Совета.
С декабря 1991 г. по март 1994 г. — глава администрации (мэр) города Обнинска.
С 1994 года — основатель, собственник и директор «Института муниципального управления» в городе Обнинске; главный редактор ряда периодических изданий, выпускаемых институтом.
1994—1996 гг. — депутат Законодательного Собрания Калужской области, член Комитета по комплексному развитию области.
С июля 1994 г. по январь 1995 г. работал по теме «Административное управление городом» в качестве приглашенного ученого-исследователя в Институте Кеннана Центра Вудро Вильсона (США, Вашингтон).
В апреле 1996 года участвовал в работе серии семинаров по проблемам местного самоуправления в рамках российско-американского проекта (США, Сакраменто, Калифорния).
В 1997—1999 гг. являлся директором проекта в рамках Федеральной программы государственной поддержки местного самоуправления в Российской Федерации.
С мая по октябрь 1999 г. — директор проекта фонда «Евразия» «Социально-экономическое развитие местных сообществ: теория, практика и перспективы в современной России».
В апреле 2001 г. в качестве эксперта от Российской Федерации принимал участие в работе Комитета Совета Европы по проблемам взаимодействия региональных и местных властей. Позже являлся представителем Российской Федерации в Комитете Совета Европы по местным финансам.
С 2014 года занимается литературным творчеством под псевдонимом Кирилл Юрьевич Аксасский.
В журнале «Урал» (№ 7-2020) опубликована повесть «Кочки на болоте». Является автором романа «Среднеградск», пьес «Обычное дело», «Дом с деревом внутри», «С днём рождения, Иван Сергеевич! Часть 1. Дым отечества», «С днём рождения, Иван Сергеевич! Часть 2. Новь под плугом».
Скончался 30 января 2021 года.